# Bryodema dolichoptera
Bryodema dolichoptera är en insektsart som beskrevs av Yin, X.-c. och G.H. Feng 1983. Bryodema dolichoptera ingår i släktet Bryodema och familjen gräshoppor. Inga underarter finns listade i Catalogue of Life.

## Beskrivning
Bryodema dolichoptera har en karakteristisk kroppsform som särskiljer den från andra arter inom samma släkte. Arten kännetecknas av sina långa vingar, vilket återspeglas i dess latinska namn "dolichoptera", som betyder "långvingad". Kroppsfärgen varierar från brunaktig till mörkgrön, vilket hjälper den att kamouflera sig i sin naturliga miljö.

## Habitat och Utbredning
Denna art förekommer främst i Asien, där den lever i torra och halvtorra områden med spridda vegetationer. Bryodema dolichoptera föredrar öppna landskap som prärier och gräsmarker, där den kan röra sig fritt och finna föda.

## Föda
Liksom andra gräshoppor är Bryodema dolichoptera en växtätare och lever på gräs, blad och unga skott. Dess diet gör den till en viktig del av ekosystemet, eftersom den bidrar till att reglera växtpopulationer och fungera som föda för rovdjur.

## Livscykel och Reproduktion
Reproduktionen hos Bryodema dolichoptera följer en typisk gräshoppslivscykel, med äggläggning i marken under hösten. Larverna kläcks på våren och genomgår flera stadier av utveckling innan de når vuxen ålder. Denna process tar vanligtvis flera månader och är beroende av miljöförhållanden såsom temperatur och fuktighet.

## Hot och Bevarande
Trots sin anpassningsförmåga står Bryodema dolichoptera inför hot från habitatförlust och klimatförändringar. Bevarandeinsatser fokuserar på att skydda dess naturliga livsmiljöer och övervaka populationer för att säkerställa artens långsiktiga överlevnad.

## Forskning och Betydelse
Denna art är av intresse för forskare som studerar anpassningar till torra miljöer och arters roll i ekosystem. Studier av Bryodema dolichoptera kan bidra till att öka vår förståelse för biologisk mångfald och hur vi bäst kan bevara den.